# داينا لافي
داينا لافي (بالإنجليزية: Daina Levy) هي منافسة ألعاب القوى جامايكية، ولدت في 27 مايو 1993.

## وصلات خارجية
- داينا لافي على موقع الاتحاد الدولي لألعاب القوى (الإنجليزية)
- داينا لافي على موقع أوليمبيديا (الإنجليزية)